# Герб Жодино
Герб Жодино — официальный геральдический символ города Жодино Минской области Беларуси. Утверждён 22 сентября 1998 года. Герб зарегистрирован в Гербовом матрикуле Республики Беларусь 14 октября 1998 (№ 28).

## История создания
С обретением независимости Беларуси, Жодино всё больше принимал международные делегации с Германии, Италии, Франции, России, США и других стран мира, расширялись связи, совершались поездки в ответ. В этих условиях городской Совет депутатов, чтобы подчеркнуть политический статус Жодино как города областного подчинения, а также в целях придания завершённости городской атрибутике, в 1998 году принимается решение о утверждение герба города.
Был объявлен конкурс на создание лучшего проекта герба, в котором приняли участие многочисленные белорусские художники и учащиеся жодинских школ. Лучшими были признаны эскизы члена союза художников Республики Беларусь Владимира Попсуева.
Решением городского Совета депутатов № 62 от 22 сентября 1998 года проект герба города был утверждённый уже 14 октября 1998 года.

## Описание
В красном поле варяжского щита серебряная женская фигура, что держит в руках щит того ж металла, в котором три чёрных охотничьих рогов — герб Радзивиллов «Трубы».

## Значение
Известно несколько значений главной геральдической фигуры в Жодинском гербе. Кто-то считает, что она олицетворяет Деву Марию, и тем самым выявляет прямую геральдическую связь с гербом Минска, где изображён конкретный библейский сюжет — Вознесение Девы Марии. Другие связывают женскую фигуру то с Божьей Матерью Фатимской, в честь которой в Жодино возведён католический костёл, то с иконой Божьей Матери Избавительницы с одноимённой православной церкви. В Михайловской часовне в алтаре висит икона Божьей Матери Чернобыльской, написанная известным белорусским художником Алексеем Марочкиным. Также проводят параллель между женским образом в городском гербе и Анастасией Куприяновой, матерью пятерых сыновей, которые погибли во время Второй Мировой войны, изображённой в знаменитом монументе в честь матери-патриотки — одной из достопримечательностей города.
В щите, который держит в руках женщина, нарисованы три охотничьих рога с мундштуками, направленными в центр, — эта родовой герб «Трубы» князей Радзивиллов — основателей Жодино.